# Júlio Dantas
Júlio Dantas (Lagos, 1876 – Lisbona, 1962) è stato un drammaturgo, poeta e politico portoghese.
Importante uomo politico e di cultura lusitana dell'epoca, ebbe successo specie con la rappresentazione teatrale A ceia dos cardeais (1902). Altro celebre spettacolo teatrale fu A Severa del 1901, basato sulle vicende della fadista Maria Severa Onofriana. Da questa popolare opera teatrale il cineasta José Leitão de Barros avrebbe realizzato A Severa, il primo film sonoro portoghese, uscito nel 1931. Dantas fu autore anche di commedie leggere, come O reposteiro verde del 1912. In campo poetico scrisse le raccolte Nada (1896) e Sonetos (1916), con uno stile raffinato e delicato.
Considerato dagli esponenti del modernismo come esponente della cultura tradizionalista, venne attaccato da Almada Negreiros nel Manifesto Anti-Dantas del 1915, pubblicato sul secondo numero della rivista letteraria Orpheu. Scrittori e critici letterari successivi, come Vitorino Nemésio e David Mourão-Ferreira, hanno tuttavia rivalutato il ruolo di Dantas nel panorama culturale portoghese.